# La canzone dell'amore
La canzone dell'amore è un film del 1930 diretto da Gennaro Righelli.
La tradizione storiografica cinematografica ha sempre riconosciuto in La canzone dell'amore il primo film sonoro italiano distribuito nelle sale, anche se studi recenti hanno attribuito il primato a Sei tu l'amore?
Il film, dopo essere stato sottoposto a visione privata al duce il 5 ottobre 1930 al Supercinema di Roma, venne presentato nello stesso per la prima volta al pubblico il 7 ottobre. Il soggetto è tratto da una novella di Luigi Pirandello, In silenzio. La sceneggiatura fu scritta a quattro mani da Giorgio Simonelli e dallo stesso regista.

## Trama
Una studentessa, Lucia, riceve un telegramma che la richiama urgentemente a casa. Qui scopre che sua madre, appena morta, aveva un bimbo nato da una relazione illegittima. La giovane Lucia prende allora con sé il neonato, Ninni, facendo credere a tutti che sia suo figlio. Lucia non volendo ostacolare la carriera del fidanzato Enrico, lo abbandona senza nessuna spiegazione. Ma quando i due si incontreranno per caso due anni dopo, nel negozio dove lei lavora come commessa, lui si scoprirà ancora innamorato e le dirà di non averla mai dimenticata. Lei ovviamente non gli dice ancora nulla della sua nuova situazione. Però quando il padre di Ninni si farà vivo per riprendere con sé il figlio, e dopo una serie di fraintendimenti, dove Enrico e la governante credono che il bambino sia davvero di Lucia, tutto si chiarirà nel migliore dei modi. Così il piccolo Ninni si riunirà al padre naturale ed Enrico e Lucia potranno finalmente coronare il loro sogno d'amore.

## Colonna sonora
La grande popolarità che ha accompagnato il film fin dalla sua apparizione è stata dovuta in parte anche alla colonna sonora composta da Cesare Andrea Bixio con la celebre Solo per te, Lucia scritta da Bixio Cherubini ed interpretata da Beniamino Gigli.

## Genesi del film

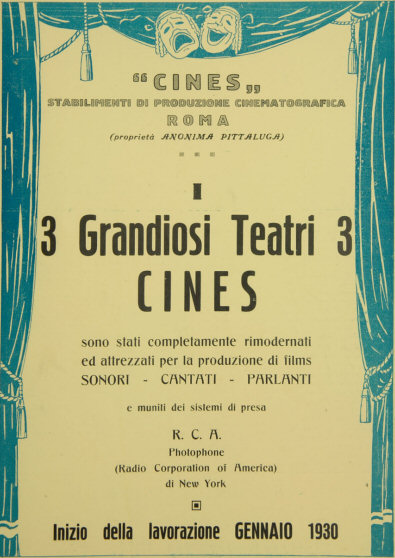
L'annuncio della produzione di film sonori sulla rivista Vita Cinematografica del dicembre 1929

Nel 1929, sulla scia di quanto stava già avvenendo da un paio d'anni negli Stati Uniti, si iniziarono ad insonorizzare in Italia alcune sale cinematografiche. A questo proposito venne aperta a Milano la filiale della più importante ditta americana specializzata in tale settore: la Western Electric Company of Italy che si accordò con una delle principali case di produzione cinematografiche italiane dell'epoca, la S.A.S.P. di Stefano Pittaluga (la quale controllava anche la Cines) per l'installazione di apparecchiature sonore in gran parte delle sale del circuito (a prezzi da capogiro, compresi fra i settemilacinquecento e i diciottomila dollari per cinema). Fra queste ultime spiccavano per importanza e capienza il Supercinema di Roma, il Ghersi di Torino e il Corso di Milano, dove, in quello stesso anno (1929) venne proiettato, quasi in contemporanea, il primo film parlato della storia, Il cantante di jazz  con Al Jolson. Il successo fu strepitoso e le tre sale registrarono il tutto esaurito per settimane. Dunque apparve necessario avviare quanto prima una produzione di lungometraggi sonori anche in Italia e il gruppo Pittaluga - Cines aveva un vantaggio incolmabile su tutte le altre case di produzione cinematografica italiane.

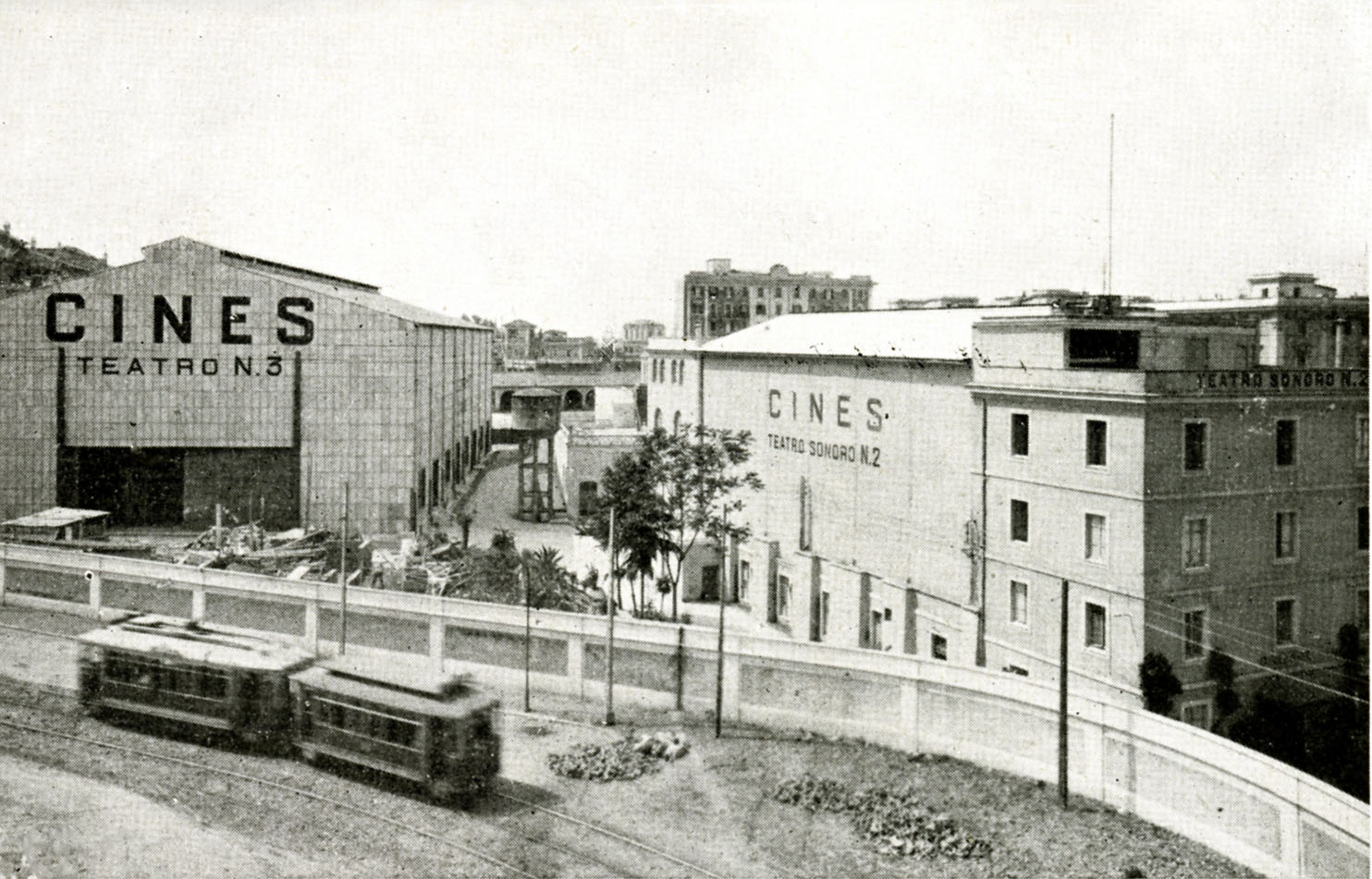
Gli Studi cinematografici CINES a Roma a via Veio

Nel gennaio del 1930 vennero eseguiti i primi esperimenti negli stabilimenti Cines di via Veio a Roma, non tutti riusciti. Leopoldo Rosi, tecnico del reparto sonoro Cines, ricorda «[...] si fecero le prime esperienze: la prima fu una ninna nanna di Spadaro,[...] gli operatori furono Arata, Terzano e Montuori. Non venne bene: gli operatori inquadrarono anche noi, c'era troppa luce entro le cabine di ripresa [...]».

Durante la lavorazione

In primavera iniziò la lavorazione di due film sonori: La piccola Butterfly, diretta da Gennaro Righelli, e Resurrectio, con la regia di Alessandro Blasetti. Nei primi giorni di luglio quest'ultimo era terminato, e sembrava imminente la sua presentazione al pubblico, invece il rodaggio de La piccola Butterfly, che nel frattempo aveva mutato il suo titolo in In silenzio procedeva a rilento. L'ufficio stampa della Cines diede l'avvio, nella seconda settimana di luglio, alla campagna pubblicitaria per il lancio di Resurrectio, previsto per gli inizi dell'autunno, mentre Blasetti rilasciò interviste sul suo film dando per scontata la distribuzione imminente del lungometraggio. Poi, improvvisamente, il silenzio. Di Resurrectio non si sentì più parlare (uscirà solo nella primavera del 1931), mentre inizia a decollare In silenzio, che ancora una volta muterà il suo nome, per intitolarsi, questa volta in via definitiva, La canzone dell'amore. Il 7 ottobre del 1930 al Supercinema di Roma il film venne presentato per la prima volta al pubblico che lo accolse con un prevedibile entusiasmo. Ebbe finalmente inizio la distribuzione del primo film sonoro nella storia della cinematografia italiana.
Non sono state mai del tutto chiarite le ragioni del provvisorio accantonamento di Resurrectio in favore di un film ancora da completare. Blasetti ebbe parole di elogio per La canzone dell'amore.

## Regia e cast
Il film è stato diretto da Gennaro Righelli, regista dalla personalità poliedrica, che aveva già all'attivo vari drammi popolari e garbate commedie sentimentali. Considerato un ottimo e scrupoloso artigiano, attento ai gusti del pubblico, venne preferito da Stefano Pittaluga, patron del gruppo Pittaluga - Cines,  al più dotato ma ancora poco esperto Alessandro Blasetti, di quattordici anni più giovane, per il lancio sul mercato nazionale del primo film sonoro italiano.

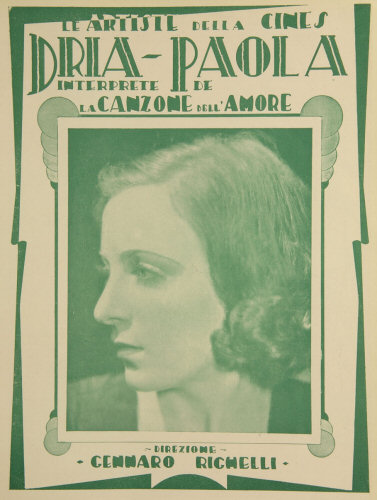
Dria Paola, protagonista del film, nella locandina dello stesso

Il cast è stato sapientemente selezionato dal produttore Pittaluga (coadiuvato da Gennaro Righelli) che attinse a piene mani nel vivaio delle giovani promesse del cinema italiano. Fra queste va segnalato il piemontese Elio Steiner, che aveva avuto modo di farsi conoscere pochi mesi prima nel film Assunta Spina, anche se in una parte non di primissimo piano, accanto alla fascinosa Rina De Liguoro, la «contessa» del cinema muto italiano. Lo affiancavano due fresche e vivaci ventunenni: Dria Paola ed Isa Pola, entrambe con pochi film all'attivo ma talentuose. Completavano il cast un gruppo di esperti comprimari: Camillo Pilotto, Olga Capri e Mercedes Brignone (sorella del regista Guido). Elio Steiner in particolare venne definitivamente lanciato da La canzone dell'amore imponendosi come uno fra i più celebri attori cinematografici italiani della prima metà degli anni trenta.
Il bimbo protagonista del film era in realtà una bimba, da diretta testimonianza della protagonista, che all'epoca in cui fu girato il film aveva appena quaranta giorni.

## Pubblico e popolarità
Melodramma sentimentale dai risvolti patetici, La canzone dell'amore era diretto al pubblico italiano piccolo-borghese che forniva la base e il sostegno del regime fascista del tempo. Il suo tono garbato e rassicurante, l'esaltazione di valori positivi di stampo cristiano e della virtù femminile suscitarono l'entusiasmo degli spettatori e decretarono il successo del film, uscito, pochi mesi più tardi, in due versioni estere: la prima in tedesco (Liebeslied, diretta da Constantin J. Davis), la seconda in francese (La Dernière berceuse, diretta da Jean Cassagne).
Il fortunato trinomio di amore, virtù ed evasione, colonna portante de La canzone dell'amore, venne in seguito riproposto in molte altre pellicole italiane di genere romantico-popolare prodotte agli inizi degli anni trenta. Fra queste un posto a parte meritano quelle dirette da registi di grande mestiere e perfetti conoscitori del proprio pubblico: da Guido Brignone ad Amleto Palermi, da Nunzio Malasomma a Mario Bonnard ed allo stesso Gennaro Righelli.
La canzone dell'amore si avvalse dell'opera del più celebre e prolifico compositore di musica leggera italiano del tempo: Cesare Andrea Bixio, il cui apporto al successo di questo ed altri celebri lungometraggi di quegli anni fu determinante (basti pensare alla celeberrima canzone Parlami d'amore Mariù, composta per il film Gli uomini, che mascalzoni... di Mario Camerini).

## Manifesti e locandine
La realizzazione dei manifesti, per l'Italia, fu affidata al pittore cartellonista Anselmo Ballester.

## La ricorrenza

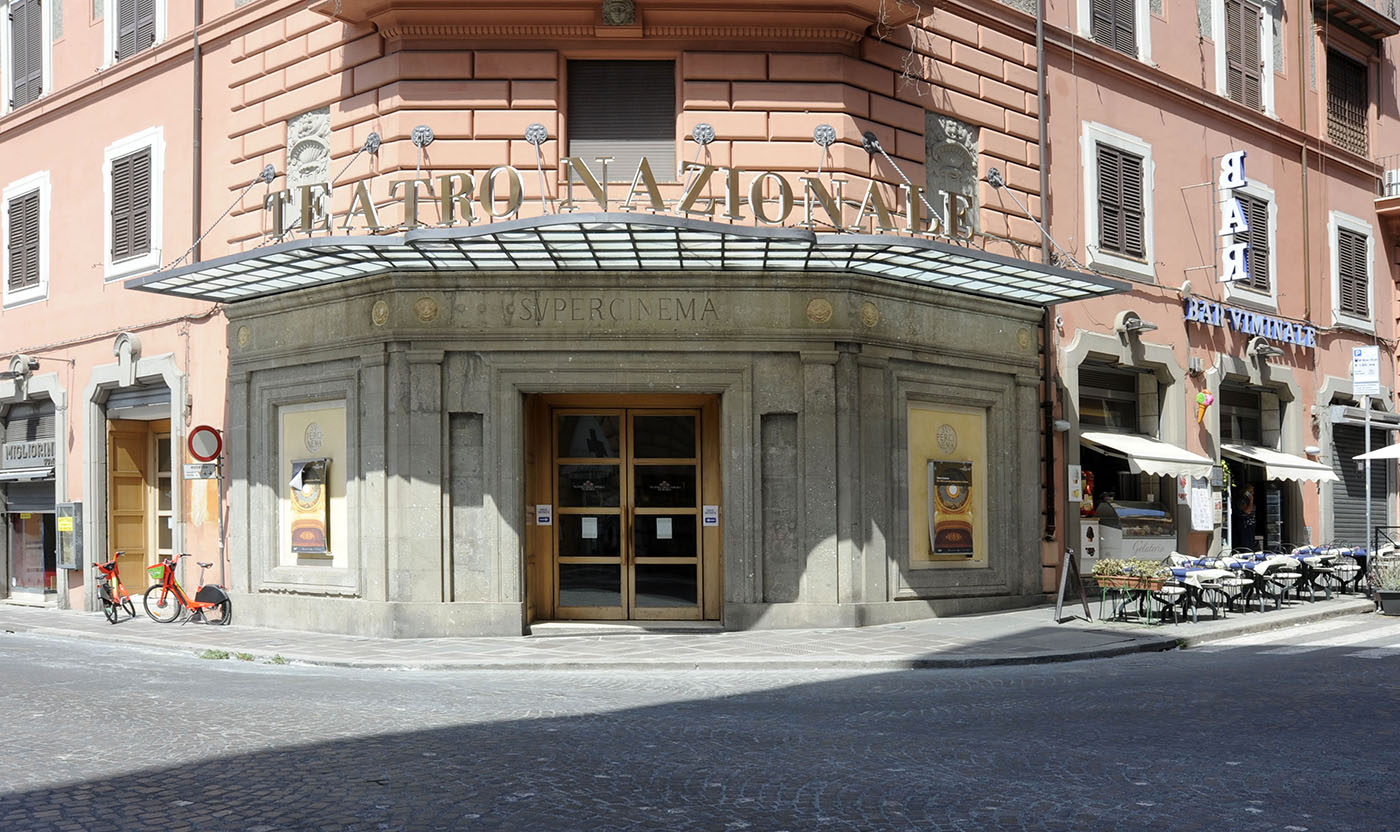
Il Supercinema di Roma dove fu proiettato in anteprima nazionale il film nel 1930

Il 7 ottobre 1980, per festeggiare il 50º anniversario dalla prima proiezione della pellicola, nella stessa sala, il Supercinema di Roma, venne proiettato lo stesso film davanti ad un folto pubblico invitato per la ricorrenza.